# Меккелев, Евгений Ильич
Евге́ний Ильи́ч Ме́ккелев (1916—1977) — советский железнодорожник, Герой Социалистического Труда (1943).

## Биография
Родился 24 декабря 1916 года[по какому календарю?] в селе Паданы (ныне Медвежьегорский район Республики Карелия), в крестьянской семье, карел. Окончил семилетнюю школу.
В 1936 году, после окончания Петрозаводского путейского техникума, работал поездным диспетчером на железнодорожных станциях Уросозеро и Масельгская Кировской железной дороги.
В 1937 году был призван в Красную армию, участвовал в боевых действиях на Халхин-Голе в должности помощника командира взвода 432-го гаубичного артиллерийского полка; был контужен.
Во время Советско-финской войны участвовал в боевых действиях в должности помощника командира подразделения 118-го лыжного батальона, был вновь контужен. После лечения и демобилизации вернулся на работу поездным диспетчером станции Масельгская.
С началом Великой Отечественной войны принимал участие в разведавательных рейдах в тыл противника. Совет Карельского фронта представил Е. И. Меккелева к награде — медали «За боевые заслуги».
В начале 1943 года был назначен на должность старшего диспетчера военно-эксплуатационного отделения (№ 2) Карельского фронта. В ноябре 1943 года Е. И. Меккелеву было присвоено звание Героя Социалистического Труда «за особые заслуги в деле обеспечения перевозок для фронта и народного хозяйства».
После окончания войны, в 1945 году, был назначен заместителем начальника Медвежьегорского отделения Кировской железной дороги.
После окончания в 1948 году Ленинградского института инженеров железнодорожного транспорта работал на инженерных и руководящих должностях в Петрозаводском отделении Октябрьской железной дороги, был награждён орденом Трудового Красного Знамени.
Умер 16 августа 1977 года. Похоронен в Петрозаводске на Сулажгорском кладбище.